# Yuliet Cruz
Yuliet Cruz Delgado (La Habana, 1 de octubre de 1980), más conocida como Yuliet Cruz, es una actriz y presentadora cubana con trayectoria en cine, teatro y televisión. Entre sus principales trabajos aparecen los roles protagónicos en largometrajes tales como Conducta (2014), La película de Ana (2012), Melaza (2012) o Habana Eva (2010). También ha sido parte de puestas teatrales como Aire Frío, Fíchenla si pueden o Talco, bajo la dirección de Carlos Celdrán en Argos Teatro.
Graduada del Instituto Superior de Arte (ISA) ha recibido premios durante su trayectoria por su desempeño entre los que destaca el Premio de la Crítica ACE del Festival Latino de Cine de New York a Mejor Actriz de reparto por "La Película de Ana" en 2014 y el Premio a Mejor Actuación Femenina en teatro por la obra "Mecánica" en 2015.

## Biografía
Desde pequeña sentía inclinación por el arte, aunque sus cualidades no eran evidentes. Siguió el camino, graduándose de la especialidad de Actuación en la promoción de 2006 del ISA, pese a haber sido tentada por su familia a estudiar Medicina o Economía.

Su debut se produce en el año 1998, encarnando a Lalita, en la obra de teatro "Contigo Pan y Cebolla" de Héctor Quintero.
“Fue el personaje con el que debuté en el teatro profesional y en la televisión. Gracias a ese personaje conocí a Héctor Quintero y aprendí muchísimo. Trabajé con excelentes actores siendo una adolescente, eso me formó.” 
Esta pieza se llevó a la televisión por lo que significó su primera aparición en un medio que, pese a no ser su prioridad, la ha acompañado a lo largo de su carrera. En la pequeña pantalla se ha proyectado con una mayor exposición como presentadora en formatos como el programa musical "Piso 6" y el concurso para la búsqueda de nuevos talentos La Banda Gigante producido por la empresa RTV Comercial del Instituto Cubano de Radio y Televisión (ICRT) en 2019. Además, ha trabajado en dramatizados como “Helado tropical”, "Mi Caballero de París", “Leyendas de sal”, "Apuntaladas" o "Karma".

El cine y el teatro acaparan su atención, según ha confesado, los ama en ese orden, por ello ha dedicado el mayor tiempo de vida profesional a enfrentar proyectos en estos medios.
"Al teatro no lo dejo. Es un espacio creativo, una escuela. En esta profesión no se puede dejar de crecer. Las visiones cambian mucho y en el mundo se está moviendo un estilo de actuación y de puestas en escena al cual debemos acercarnos. Hay que tratar de estar todo el tiempo activo, y el teatro me lo permite”
“El cine me encanta porque queda, y cuando vas a grabar una escena sabes que es la única oportunidad que tienes de dejarlo todo ahí”.
Tras su debut, incursionó esporádicamente sobre las tablas hasta que en 2008 se integra la compañía Argos Teatro dirigida por el dramaturgo y pedagogo Carlos Celdrán, Premio Nacional de Teatro 2016. Desde entonces ha protagonizado obras como "Aire Frío" por la cual recibió el Premio Honorífico "Adria Santana" por su interpretación de Luz Marina Romaguera y "Fíchenla si pueden", una versión del propio Carlos Celdrán del original "La ramera respetuosa" de la autoría de Jean Paul Sartre. Con este desempeño escénico recibió un premio de actuación en 2014.
“Luz Marina Romaguera es otro de mis personajes amados y al que le debo mucho. Cuba tiene grandes escritores e intelectuales y Virgilio es uno de los grandes. Es inmenso.
Aire frío es un clásico del teatro cubano por el retrato tan verídico y amargo que hace de la sociedad y la familia, contado a través de los Romaguera. Luz Marina su protagonista logra encantar al espectador con su lengua dura, su gracia, sacrificio y amor a la familia, sobre todo a su hermano Oscar. Virgilio creó una obra extraordinaria. Luz Marina es un personaje clave en mi carrera”.
De igual modo, otro de sus trabajos fue la interpretación de Nara Telmer en la obra Mecánica junto al actor Carlos Luis González, adaptación del dramaturgo Abel González Melo según el texto "Casa de Muñecas" de Henry Ibsen. El tío Vania (2014), Talco (2010) y Ábalon, una noche en Bangkok (2008) son otras puestas que ha protagonizado.
Yuliet ha apostado por el cine y acumula varios trabajos en la gran pantalla. Dio vida a personajes como el de Sonia en el largometraje Conducta (2014) o Miriam en Esteban (2016), caracterizados por la aceptación tanto del público como de la crítica especializada.
Sergio y Sergéi (2017), Se Vende (2012), Melaza (2012), Habana Eva (2010), Habana Blues (2005) y La película de Ana (2012) por la que mereció el Premio de la Crítica ACE del Festival Latino de Cine de New York a Mejor Actriz de reparto, son algunas de las producciones cinematográficas en las que ha puesto su firma.

## Vida privada
Yuliet Cruz es madre de dos hijos, Sebastian y Samuel, fruto de su matrimonio con el cantante y compositor cubano Leoni Torres. Desde 2021 vive con su familia en Miami.

## Trayectoria

### Filmografía
| Año  | Filme                                                | Personaje/Rol                                | Director/País                     | Notas |
| 2017 | Sergio & Sergei                                      | Lía                                          | Ernesto Daranas                   | [ 25 ] |
| 2016 | Esteban                                              | Miriam                                       | Jonal Cosculluela                 | [ 26 ] |
| 2016 | El náufrago                                          |                                              | Ernesto Daranas                   | |
| 2016 | Cuatro estaciones en La Habana/ Episodio 1- Máscaras | Poly                                         | Félix Viscarret                   | |
| 2014 | Conducta                                             | Sonia                                        | Ernesto Daranas (Cuba)            | |
| 2012 | Se vende                                             | Pilar                                        | Jorge Perugorria (Cuba)           | |
| 2011 | Melaza                                               | Mónica/ Protagónico                          | Carlos D. Lechuga (Cuba)          | [ 27 ] |
| 2011 | La película de Ana                                   | Flavia                                       | Daniel Díaz Torres (Cuba)         | Premio de la Crítica ACE del Festival Latino de Cine de New York a Mejor Actriz de reparto                                 |
| 2009 | Pas de quatre                                        | Ana/Secundario                               | Eduardo del Llano                 | |
| 2007 | Habana Eva                                           | Teresa/ Protagónico                          | Fina Torres (Cuba-Venezuela)      | Premio mejor película en el festival de New York. Premio a película más popular en el festival de Los Ángeles. California. |
| 2004 | Habana Blues                                         | Julia/ Tercera Figura                        | Benito Zambrano (Cuba- España)    | Nominado a mejor film en Cannes y Ganador de un Globo de oro a Mejor banda sonora.                                         |
| 2003 | Molina´s Solarix                                     | Protagónico                                  | Jorge Molina (Cuba)               | Premio en el festival Cine Plaza al mejor corto de ficción.                                                                |
| 2003 | La casa de enfrente                                  | Protagónico                                  | Elías Jiménez. (Cuba- Guatemala). | |
| 2003 | Tres veces dos                                       | The Nurse (segment "Red Light") / Secundario | Esteban Insausti                  | Premio a Ópera Prima en el Festival de Montreal.                                                                           |
| 2002 | Dos Hermanos                                         | Secundario                                   | Tamara Morales (Cuba)             | Premio al Mejor Corto de Ficción en el Festival Internacional de Cine de La Habana.                                        |
| 2001 | Encantado                                            | Secundario                                   | Conrado (Cuba-Italia)             | |

### Teatro
| Año  | Obra/Director                                         | Personaje/Notas                                                                                             |
| 2015 | "Mecánica"/ Dir. Carlos Celdrán                       | Protagónico                                                                                                 |
| 2014 | "El tío Vania"/ Dir. Carlos Celdrán                   | Secundario                                                                                                  |
| 2013 | "Fíchenla si pueden"/Dir. Carlos Celdrán              | Protagónico Premio Caricato 2013 de actuación femenina. Versión del clásico La ramera respetuosa, de Sartre |
| 2012 | "Aire Frío" / Dir. Carlos Celdrán.                    | Protagónico                                                                                                 |
| 2010 | "Reino dividido". / Dir. Carlos Celdrán               | Coprotagónico                                                                                               |
| 2010 | "Talco". Dir. Carlos Celdrán.                         | Protagónico Premio Villanueva de la crítica. Premio Caricato categoría Mejor actuación femenina en teatro   |
| 2008 | Espectáculo humorístico con Pagóla. Dir: Iván Camejo. | Nominada como mejor actriz humorística en los Premios Caricato.                                             |
| 2008 | "Ábalon, una noche en Bangkok"/ Dir: Carlos Celdrán.  | |
| 2005 | "Juego trágico"/ Dir: Luisa María Jiménez.            | Protagónico                                                                                                 |
| 2001 | "Cuentos del Decamerón"/ Dir: Héctor Quintero.        | Secundario                                                                                                  |
| 2001 | "6 personajes en busca de un autor"/Dir: Raúl Martín. | Secundario.                                                                                                 |

### Televisión
| Año       | Trabajo                                                              | Notas |
| 2000      | Contigo pan y cebolla/ Dir: Héctor Quintero.                         | |
| 2000      | Con el gris posado en la mejilla/ Dir: Susana Pérez, Rosaida Irisar. | Premio Caracol al mejor guion |
| 2001      | Helado tropical/ Dir: Roberto Días.                                  | |
| 2001      | Aretes de luna. Protagónico/ Dir: Carlos                             | Coproducción Cuba- México |
| 2001      | Cuba mi amor. Protagónico/ Dir: Yoko Araki.                          | Coproducción Cuba-Japón |
| 2002      | En familia con Alfredo/ Dir: Alfredo Rodríguez                       | Actriz humorística |
| 2003-2013 | Piso 6/ Dir: Joel Guilliam.                                          | Presentadora |
| 2004      | Pompas de jabón. Protagónico/ Dir: Charlie Medina.                   | Premio Adolfo Llauradó a mejor actuación femenina en televisión                                                                       |
| 2005      | Mi caballero de París/ Dir: Consuelo Ramírez.                        | |
| 2005      | Karma. / Dir: Miguel Sosa.                                           | Nominado a Mejor teleplay en el festival de la Televisión cubana                                                                      |
| 2006      | Telenovela La cara oculta de la luna /Dir: Rafael (Cheito) González. | |
| 2006      | Punto G./ Dir: Brito.                                                | (Actriz invitada) |
| 2007      | Satisfacción garantizada / Dir: Elena Palacio.                       | |
| 2009      | Leyendas de sal. Protagónico/ Dir: Rubén Consuegra.                  | Ganadora como Mejor Actriz por el trabajo realizado en el teatro, el cine y la televisión                                             |
| 2009      | Lo importante es amar/ Dir: Ivo Herrera                              | |
| 2009      | Apuntaladas. Protagónico/ Dir: Rolando Chiong.                       | Premio Caracol de la crítica. |
| 2013      | Un instante de sol/ Dir: Elena Palacio                               | |
| 2018      | Reality Show La Banda Gigante/ Dir: Manuel Ortega                    | Presentadora |
| 2021      | Travesía Musical / Dir: Jorge Pedro Hernández                        | Juliet La Pluma. Invitada |
| 2021      | Delantero / Telefilm / Dir: Irán Hernández                           | Víctor Cruz en el rol protagónico, junto a Yuliet Cruz, Jorge Martínez y las actuaciones especiales de Omar Alí y Alejandro Palomino. |

## Premios y nominaciones
| Año  | Premio                                                           | Notas |
| 2015 | Premio Caricato                                                  | Ganadora categoría a Mejor Actuación Femenina en teatro por la obra "Mecánica" en 2015                                  |
| 2013 | Premio de la Crítica ACE del Festival Latino de Cine de New York | Ganadora categoría Mejor Coactuación Femenina por "La Película de Ana"                                                  |
| 2013 | Premio Caricato                                                  | Ganadora categoría Mejor Actuación Femenina en teatro por la pieza "Fíchenla si pueden"                                 |
| 2013 | Premio Mariposa                                                  | Ganadora como Mejor Actriz por el trabajo realizado en el teatro, el cine y la televisión                               |
| 2012 | Premio Honorífico "Adria Santana"                                | Ganadora por la interpretación en teatro del personaje Luz Marina Romaguera en la obra "Aire Frío"                      |
| 2011 | Premio Caricato                                                  | Ganadora categoría Mejor actuación femenina en cine por “Habana Eva”                                                    |
| 2010 | Premio Caricato                                                  | Ganadora categoría Mejor actuación femenina en teatro por la obra “Talco”                                               |
| 2010 | Premio Actuación Festival de Cine de Mérida                      | Ganadora categoría Mejor Actriz de reparto en el festival de Mérida por “Habana Eva”                                    |
| 2009 | Premio Adolfo Llauradó                                           | Ganadora categoría Premio- actuación excepcional. Por trabajos realizados en un año en teatro, cine y televisión.       |
| 2008 | Premio Caricato                                                  | Nominada como mejor actriz humorística por su participación en el Espectáculo humorístico con Pagóla / Dir: Iván Camejo |
| 2004 | Premio Adolfo Llauradó                                           | Ganadora categoría Mejor actuación femenina en televisión. “Pompas de jabón”.                                           |